# اویگین کرانتس
اویگین کرانتس (آلمانی: Eugen Krantz؛ ‏ ۱۳ سپتامبر ۱۸۴۴ – ۲۶ مهٔ ۱۸۹۸) نوازنده پیانو، موسیقی‌دان و آموزگار موسیقی اهل آلمان بود.
وی فرزند نقاش آلمانی «موریتس کرانتس» بود و پس از تحصیل در دانشکده موسیقی کارل ماریا فون وبر در درسدن، به آموزشگاری و مربی‌گری موسیقی در «هنرستان موسیقی درسدن» روی آورد. وی پدربزرگ مادری راینهارت هایدریش بود.

## بیشتر بخوانید
- Ernst Paul: Eugen Krantz als Klavierpädaoge. In Der Klavierlehrer 27, 1904, S. 295-298. 322-325.